# Irma P. Hall
Irma Dolores Player 'Irma P.' Hall (Beaumont (Texas), 3 juni 1935) is een Amerikaanse actrice.

## Biografie
Hall werd geboren in Beaumont (Texas) en groeide op aan de zuidzijde van Chicago. Zij heeft de high school doorlopen aan de Briar Cliff College in Sioux City (Iowa). 
Naast het acteren heeft Hall ook voor zevenentwintig jaar lesgegeven in vreemde talen aan openbare scholen in Dallas (Texas).

## Prijzen
Alleen bekende Awards.

### Black Reel Awards
- 2005 in de categorie Beste Actrice in een Film met de film The Ladykillers – gewonnen.
- 2000 in de categorie Beste Actrice in een Bijrol met de film A Lesson Before Dying – genomineerd.

### Filmfestival van Cannes
- 2004 in de categorie Jury Prijs met de film The Ladykillers – gewonnen.

### Image Awards
- 2005 in de categorie Uitstekende Actrice in een Film met de film The Ladykillers – genomineerd.
- 2001 in de categorie Uitstekende Actrice in een Bijrol in een Drama Serie met de televisieserie Soul Food – genomineerd.
- 1998 in de categorie Uitstekende Actrice in een Bijrol in een Drama Serie met de film Soul Food – gewonnen.

## Filmografie

### Films
Selectie:
- 2015 Chi-Raq - als ms. dr. Aesop
- 2009 Hurricane Season – als oma Rose
- 2004 Collateral – als Ida
- 2004 The Ladykillers – als Marva Munson
- 2002 Bad Company – als Mrs. Banks
- 1998 Patch Adams – als Joletta
- 1997 Steel – als oma Odessa
- 1997 Nothing to Lose – als Bertha Davidson
- 1991 Backdraft – als verpleegster

### Televisieseries
Uitgezonderd eenmalige gastrollen.
- 2017 Hap and Leonard - als Meemaw - 6 afl.
- 2010 – 2011 Diary of a Single Mom – als Dessa – 5 afl.
- 2000 – 2002 Soul Food – als mama Joe – 14 afl.
- 2002 The Bernie Mac Show – als tante Liva – 2 afl.
- 2001 All Souls – als verpleegster Glory St. Claire – 5 afl.
- 1993 – 1994 Missing Persons – als Mrs. Davison – 3 afl.

- Bibliothèque nationale de France: cb146041469 (data)
- Gemeinsame Normdatei: 1017072582
- International Standard Name Identifier: 0000 0003 6471 1349
- Library of Congress Control Number: no98034322
- Nationale Bibliotheek van Tsjechië: xx0151090
- Nationale Bibliotheek van Israël: 987007410810205171
- Virtual International Authority File: 227071761
- WorldCat: E39PBJrwVgfC7d33d4h6x4pwYP